# Egri Péter (irodalomtörténész)
Egri Péter (Budapest, 1932. január 27. – Budapest, 2002. szeptember 16.) magyar irodalomtörténész, egyetemi tanár.

## Életpályája
1950-ben érettségizett a Budapesti Vörösmarty Mihály Gimnáziumban. 1951–54: az Eötvös Loránd Tudományegyetem Bölcsészettudományi Karán magyar–angol szakos egyetemi hallgató. 1954-ben szerzett tanári diplomát. 1954–57: az MTA aspiránsa, vezetője Bóka László, témája Déry Tibor volt. 1958–59: a Petőfi Irodalmi Múzeum kutatója, 1960–73: a Debreceni Kossuth Lajos Tudományegyetem Angol Tanszékén adjunktus, majd docens. A Tanszék vezetője Országh László. Országh nyugdíjba menetele után, az ő javaslatára Egri Péter kap megbízást a tanszék vezetésére (1968–71). 1973-78: az ELTE Világirodalmi Tanszékén docens, 1978-tól haláláig az ELTE Angol Tanszékén egyetemi tanár, tanszékvezető (1978–83) volt. Előadásain, szemináriumain az irodalom, festészet és zene párhuzamos elemzését vezeti be. Tanári és tudományos munkájára hatással voltak Lukács György, Ujfalussy József, Fülep Lajos és Országh László.
Egyetemi doktorátust 1959-ben szerzett. 1962-ben az irodalomtudományok kandidátusa, 1971-ben a Magyar Tudományos Akadémián védte meg nagydoktori disszertációját, s lett az irodalomtudományok doktora: DSc. Közel 300 tanulmánya és 16 könyve jelent meg.
1965–66: A Londoni Egyetem Magyar Tanszékén lektor. 1970–71: IREX Fellow a Harvardon (USA). 1976–77: ACLS Fellow a Kaliforniai Egyetemen (USA). 1981–82: British Council Fellow a Leedsi Egyetemen (Anglia).
Tagja az MTA Modern Filológiai Bizottságának, az MTA Doktori Tanácsának, a Magyar Felsőoktatási Akkreditációs Bizottságnak, az MTA Tudományos Minősítő Bizottságának, az MTA köztestületének. Külföldi tagságai: The J. Joyce Society, USA 1975 – The E. O’Neill Society, USA 1980 – Thomas Mann Kör.
Felesége Abaffy Erzsébet magyar nyelvtörténész, professor emerita volt.

## Publikációi. Könyvek
- Hemingway (1967)
- James Joyce és Thomas Mann (1967)
- Álom, látomás, valóság. Az újabb európai regényirodalom álom- és látomásábrázolásának művészi szerepéről (1969)
- Survie et Réinterprétation de la Forme Proustienne. Proust – Déry – Semprun (1969)
- Kafka és Proust-indítások Déry művészetében. Déry modernsége (1970)
- Avantgardism and Modernity (1972)
- A költészet valósága. Líra és lirizálódás (1975)
- Törésvonalak: drámai irányok az európai századfordulón (1983)
- Chekhov and O’Neill (1986)
- The Birth of American Tragedy (1988)
- Elidegenedés és drámaforma. Az amerikai álom társadalomtörténete és lélekrajza O’Neill drámaciklusában (1988)
- Literature, Painting and Music. An Interdisciplinary Approach to Comparative Literature (1988)
- Value and Form: Comparative Literature, Painting and Music (1993)
- Value and Imagination: Shelley, Turner, Field and Chopin (1994)
- Modern Games with Renaissance Forms: from Leonardo and Shakespeare to Warhol and Stoppard (1996)
- Text in Context: Literature and the Sister Arts (2001)

## Díjak
- Akadémiai Díj 1992.
- Országh László-díj 1997.
- Szent-Györgyi Albert-díj 2001.